# کارسون سیتی (میشیگان)
کارسون سیتی، میشیگان (به انگلیسی: Carson City, Michigan) یک شهر در ایالات متحده آمریکا با جمعیت ۱٬۰۹۳ نفر است که در میشیگان واقع شده‌است.

## موقعیت جغرافیایی
موقعیت جغرافیایی شهرها و مناطق اطراف به شرح زیر است: